# Szlak Początków Hutnictwa

Szlak Początków Hutnictwa – niebieski znakowany szlak turystyczny w województwie śląskim.

## Informacje ogólne
Atrakcją turystyczną szlaku są ruiny huty Waleska oraz wieża Gichta.

## Przebieg szlaku
- Rybnik
- Szczejkowice
- Żory